# 林科納達縣

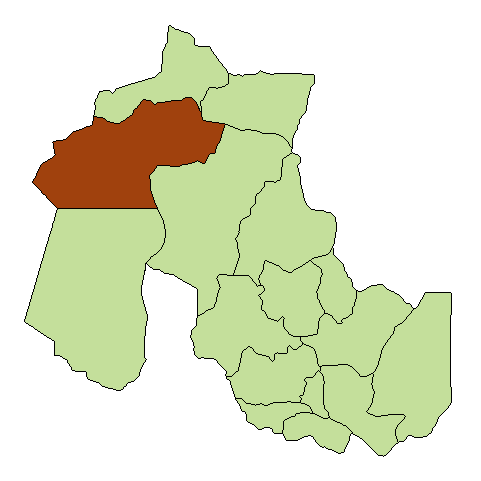

林科納達縣（西班牙語：Departamento Rinconada），是阿根廷的縣份，位於該國西北部胡胡伊省，首府設於林科納達，面積6,407平方公里，最高點海拔高度4,271米，2010年人口2,488，人口密度每平方公里0.39人。
22°26′25″S 66°9′59″W / 22.44028°S 66.16639°W